# Barbary Coast
Barbary Coast és una pel·lícula històrica western estatunidenca del 1935 dirigida per Howard Hawks. Rodada en blanc i negre i ambientada a San Francisco durant la Febre de l'or, la pel·lícula combina elements del gènere western amb els de la ficció crininal, melodrama i aventures. Compta amb una àmplia gamma d'actors, des de l'heroi Joel McCrea fins al vilà Edward G. Robinson, i Miriam Hopkins en el paper principal de Mary 'Swan' Rutledge. En una aparició primerenca, sense acreditar, David Niven interpreta a un mariner borratxo que és llançat d'un bar.

## Trama
En una nit de boira de 1850, Mary Rutledge i el coronel retirat Marcus Aurelius Cobb arriben a la badia de San Francisco a bord del clipper Flying Cloud. Ella havia vingut a casar-se amb un adinerat propietari d'una mina d'or, però ell ha perdut la seva mina a la ruleta quan la bola va caure en vermell 13 vegades al Bella Donna. Els homes del moll l'informen de mala gana que el seu promès ha mort, probablement assassinat per Louis Chamalis, el poderós propietari del restaurant i casa d'apostes Bella Donna. La Mary està molesta, però ràpidament es recupera.
La Mary coneix Chamalis i va a treballar per a ell. Chamalis li dona el nom de "Swan" i l'omple de regals extravagants. La seva relació s'agreuja ràpidament perquè en Swan s'enfada pel poder destructiu de Chamalis. Tanmateix, no li importa fer funcionar una ruleta torta i enganyar els miners pel seu or.
El coronel Cobb compra una impremta, amb la intenció de crear un diari respectable per a la gent de San Francisco. El seu primer número inclou un article que critica un assassinat impune per part de Chamalis i els seus homes. Quan Chamalis se n'assabenta, amenaça amb destruir la impremta d'en Cobb i cremar l'edifici, però en Swan l'atura. Chamalis exigeix que en Cobb mai imprimeixi res que l'ataqui. El coronel compleix de mala gana.
Swan es desil·lusiona amb la seva vida a San Francisco. El seu comportament distant molesta a Chamalis. Un matí, marxa a cavall. Quan comença a ploure intensament, busca refugi en una cabana aparentment abandonada, on coneix el poeta i miner d'or Jim Carmichael. Swan marxa amb ell, però menteix sobre la seva situació actual després d'escoltar les seves crítiques a la ciutat. Li regala el seu llibre de poemes com a recordatori.
Carmichael decideix tornar a Nova York. A causa de la boira, el vaixell no sortirà durant uns dies. Coneix l'ajudant d'en Chamalis, Old Atrocity, que, veient les seves bosses d'or, està content de portar-lo al Bella Donna. Carmichael es sorprèn de trobar la Mary treballant allà. Se li serveix licor drogat i juga a la ruleta a la seva taula. Perd la compostura, insulta en Swan i finalment perd els seus diners.
Carmichael es desperta l'endemà al matí a la cuina del Bella Donna. El seu discurs eloqüent impressiona a Chamalis, que el contracta al moment com a cambrer. La presència de Carmichael molesta a Mary, que li ofereix diners per marxar. Carmichael es nega, desitjant recuperar els seus diners.
Cobb posa un cartell que explica un assassinat que va ordenar Chamalis i com Bella Donna enganya els clients. En veure-ho, el secuaç de Chamalis "Knuckles" Jacoby dispara tant a l'home que l'ha posat com a l'editor quan intenta defensar-lo. Morint, Cobb ordena al seu assistent que imprimeixi la veritat. Els vigilants pengen Knuckles.
Devastada per la mort de Cobb, Mary reconeix el seu amor per Carmichael i treballa a la taula de ruleta perquè recuperi l'or que va perdre. Chamalis ho descobreix i es proposa matar Carmichael. Els amants decideixen marxar junts. Troben un vaixell de rems i intenten pujar al vaixell al port. Tenen problemes per veure a la boira, però poden sentir els Chamalis perseguint-los. Dispara i fereix a Carmichael, i els arracona sota un moll. Mary li suplica, com a prova del seu amor per ella, que no mati Carmichael. Chamalis està d'acord, però li diu que ja no la vol. El xèrif arriba amb una multitud, i Chamalis es deixa portar. La Mary torna al costat de Carmichael a bord del vaixell mentre es prepara per salpar.

## Repartiment
- Miriam Hopkins com a Mary "Swan" Rutledge
- Edward G. Robinson com a Luis Chamalis
- Joel McCrea com a Jim Carmichael
- Frank Craven com el coronel Cobb
- Walter Brennan com a Old Atrocity
- Brian Donlevy com a Knuckles Jacoby
- Clyde Cook com a Oakie
- Harry Carey com a Jed Slocum
- Matt McHugh com a Broncho
- Donald Meek com Sawbuck McTavish
- J.M. Kerrigan com el jutge Harper
- David Niven com a Drunken Sailor
- Rollo Lloyd com a Wigham
- Heinie Conklin com a jugador (sense acreditar)
- Wong Chung com a Ah Wing (sense acreditar)
- Harry Tenbrook com a seqüela (sense acreditar)

## Producció
La pel·lícula està basada en el best-seller The Barbary Coast (1933) de Herbert Asbury. Quan el primer esborrany del guió es va enviar a Joseph Breen, va comentar a Samuel Goldwyn que "Tot el sabor de la història és una de sordidesa i moralitat baixa."
Després de mesos de revisions per part de Ben Hecht i Charles MacArthur, la història va canviar d'una història d'una zona de San Francisco on els homes van arribar a trobar plaer en beguda, prostitutes i joc a una història d'amor. Breen va comentar a Will Hays que ara era una història d'amor "entre una noia fina i neta" i un jove sentimental i que hi havia no era "sense sexe, ni detalls desagradables de la prostitució" i conté "un valor complet i completament compensador […] la imatge més fina i intel·ligent que he vist en molts mesos".

## Recepció
Andre Sennwald de The New York Times va trobar la pel·lícula entretinguda. Time va sentir que estava "dolorosament poc inspirada". Scholastic, una revista per a joves va recomanar la pel·lícula pel seu "rerafons autèntic i personatges dels dies del descobriment de l'or". Newsweek es va queixar que la trama del llibre original va ser esquinçada. Canadian Magazine va assegurar als canadencs que la pel·lícula no tenia "res a veure amb la "costa barata i escandalosa" de la novel·la. Chicago va amenaçar amb prohibir la pel·lícula. Goldwyn va editar algunes escenes, i la pel·lícula es va permetre exposar-hi. La Legion of Decency de Chicago va condemnar Barbary Coast. El bisbe de Los Angeles, John Cantwell, va veure la pel·lícula amb uns altres quatre sacerdots i la va gaudir; cap la va trobar immoral.
Escrivint per The Spectator el 1935, Graham Greene va declarar la pel·lícula un èxit triomfal, descrivint-la com "el melodrama més net, més expert, ben dirigit, ben interpretat i ben escrit". Malgrat l'ús de la pel·lícula del que Greene considerava com una trama convencional, va elogiar l'ús "fresc i interessant" de personatges defectuosos per "fer alguna cosa real fora de l'hocus-pocus".